# Rue Paul-Bert (Colombes)
Pour les articles homonymes, voir Rue Paul-Bert.
La rue Paul-Bert est une voie de communication située à Colombes, dans le département des Hauts-de-Seine, en France. Elle suit le tracé de la route départementale 106.

## Situation et accès

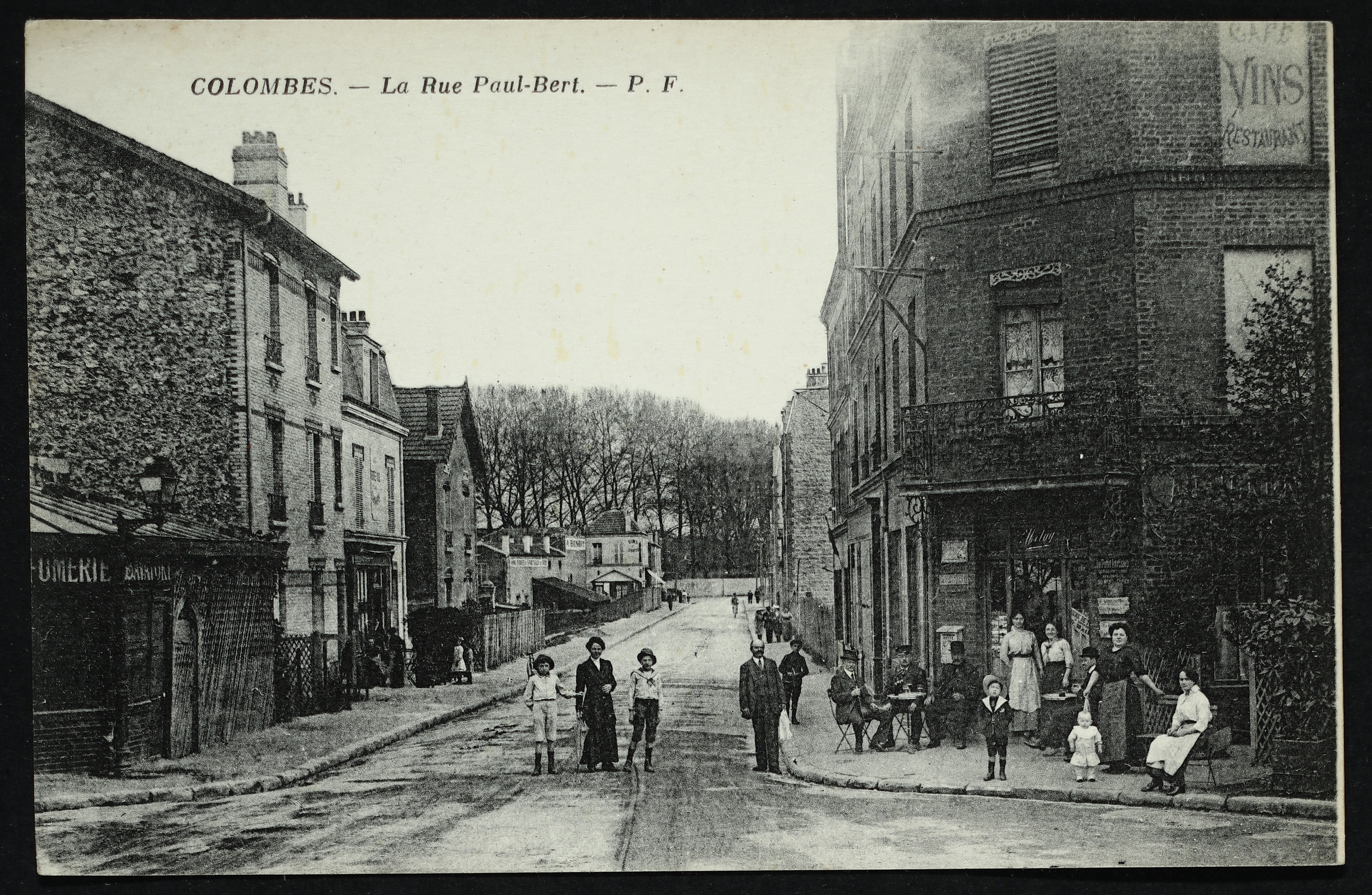
Carte postale de la rue Paul-Bert.

Partant du nord, elle passe sous la A86 et croise l'avenue Kleber, traverse le croisement de l'avenue de l'Europe et de l'avenue Audra, et se termine au carrefour de la rue Youri-Gagarine et de la rue de la Reine-Henriette.

## Origine du nom
Cette rue tient son nom de Paul Bert (1833-1886), scientifique et homme politique français du XIXe siècle.

## Historique

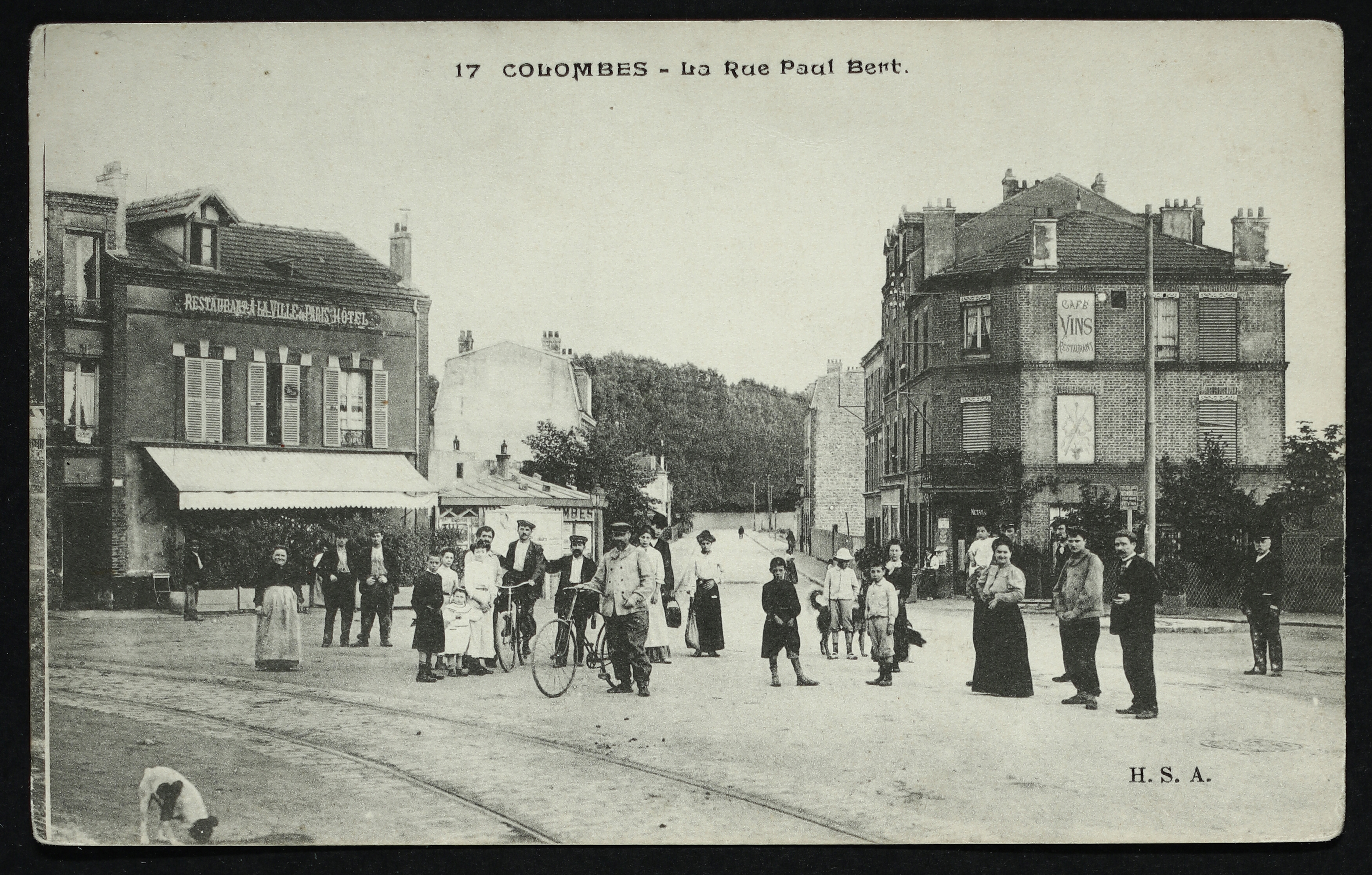
Rue Paul-Bert - Années 1910.

Lors des bombardements de Paris et de sa banlieue durant la Première Guerre mondiale, le 21 mars 1915, un raid de dirigeables bombarde cette rue, atteignant un terrain vague et le stade Yves-du-Manoir.
Elle est réaménagée en 2022, afin de créer des pistes cyclables et de sécuriser les trottoirs et les carrefours.

## Bâtiments remarquables et lieux de mémoire
- Aux no 6-14, un ensemble de 266 appartements en béton et brique dans le style Art Déco, réalisés par l'architecte Germain Dorel en 1932-1933, destinés à héberger la main-d'œuvre des ateliers industriels environnants.
- Toujours au no 6, vivait la famille Varadi, dont la fille Michelle fut déportée à l'âge de cinq ans par le convoi n°14, en date du 3 août 1942, lors de la rafle de Neuilly.
- Usine élévatrice des eaux de Colombes, construite en 1901.